# Albert el Gran
Albert el Gran (llatí: Albertus Magnus)  (Lauingen, c. 1200 - Colònia, 15 de novembre de 1280) (i no el Magne), conegut també com a Albert de Bollstädt o Albert de Colònia, o simplement sant Albert, fou un dominic, filòsof i professor recordat com un dels més grans pensadors medievals i una figura fonamental de l'escolàstica, anomenat Doctor Universalis i Doctor Expertus. Se'l considera un dels introductors de la ciència i les filosofies grega i àrab en el món medieval. És venerat com a sant per l'Església catòlica, l'anglicana i la luterana, i ha estat proclamat Doctor de l'Església i sant patró de les ciències i els científics.

## Biografia

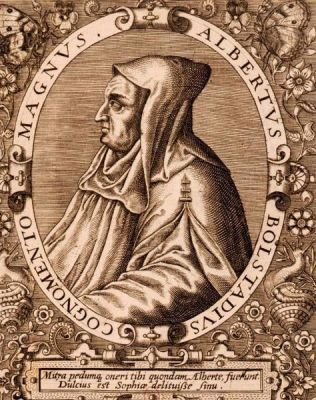
Gravat del s. XVI

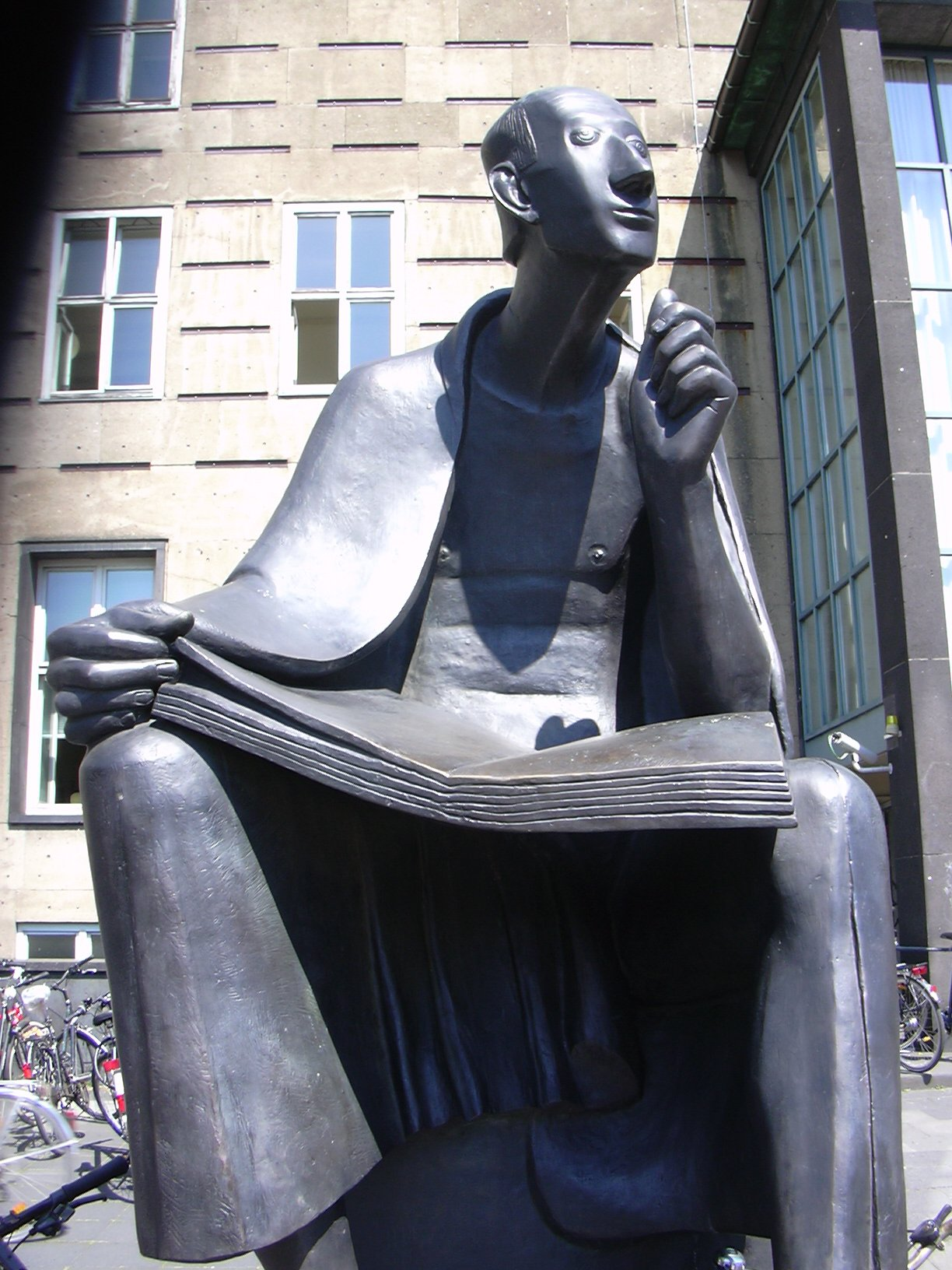
Escultura de Gerhard Marcks a la Universitat de Colònia

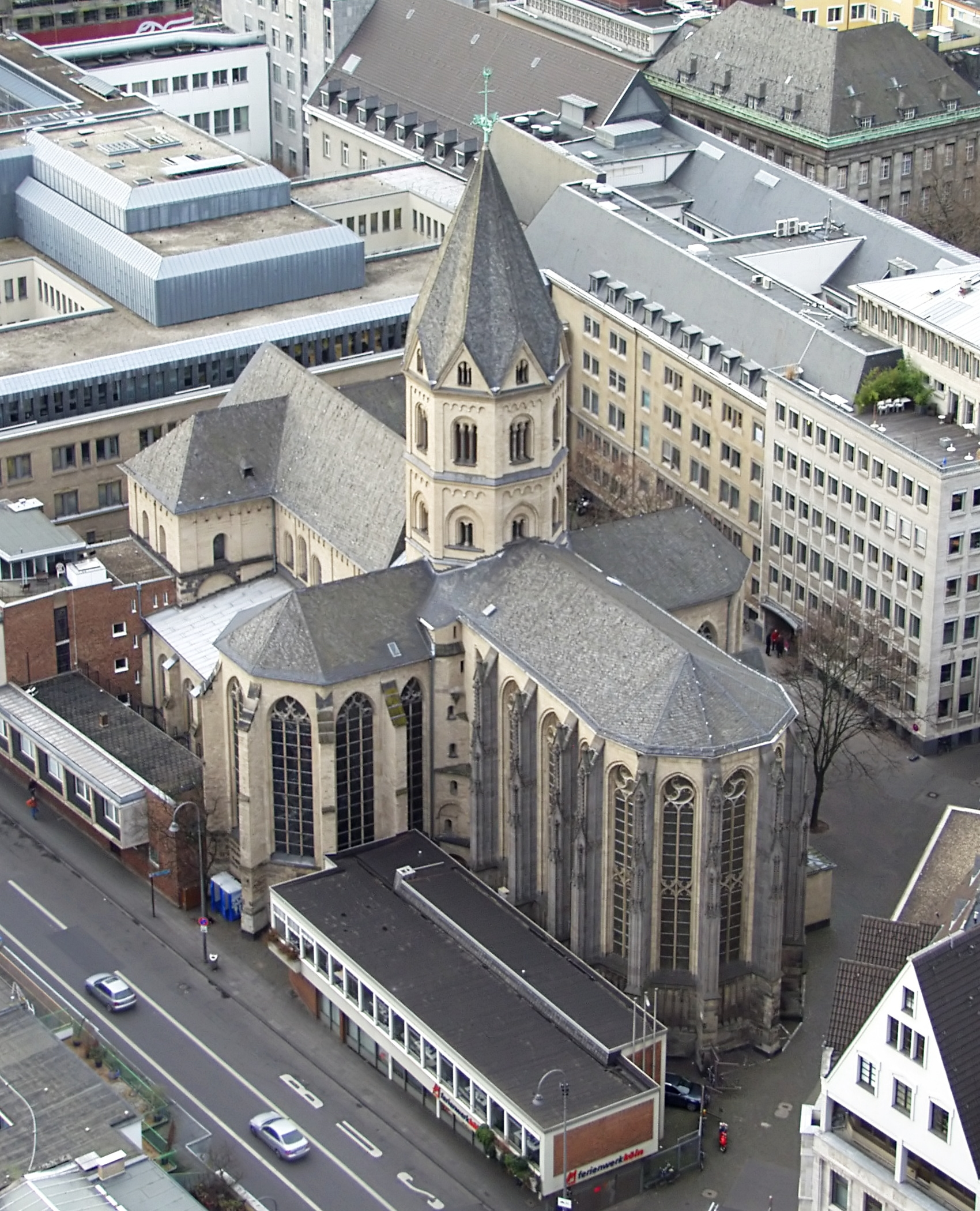
Basílica de St. Andreu a Colònia

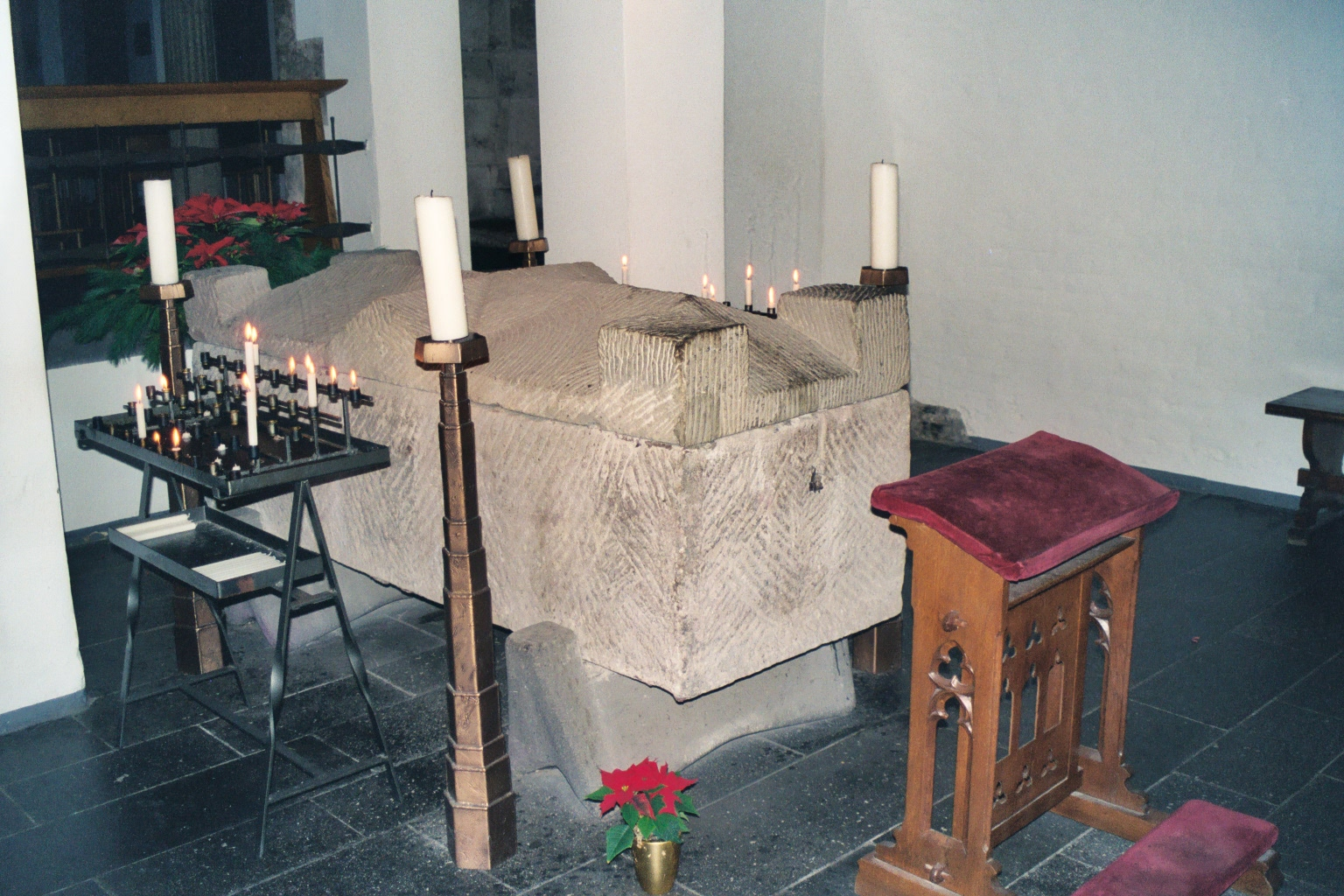
Sarcòfag de St. Albert a la cripta de St. Andreu de Colònia

Va néixer segurament el 1206, tot i que algunes fonts citen 1205 o fins i tot 1191 com la data de naixement. Sí que hi ha acord en el fet que va ser al castell de Lauingen, a la vora del Danubi, dins del Ducat de Baviera. Originari de família Bollstädt, militars nobles d'origen suau. Va estudiar a la Universitat de Pàdua, on va ingressar a l'orde dels dominics per influència de Jordà de Saxònia. Posteriorment, va continuar els seus estudis a Bolonya, París i Colònia.
Albert va ensenyar teologia a Hildesheim, Friburg, Ratisbona, Estrasburg i Colònia. Finalment es va traslladar a París en 1245 on va estudiar la seva Universitat, obtingué el grau de professor i va exercir al que era el centre intel·lectual d'Europa occidental. Ja des de l'època a Colònia i fins a 1252, va tenir entre els seus deixebles un jove frare anomenat Tomàs d'Aquino, de qui va ser mestre i amic. La concurrència d'estudiants a les seves famoses classes va ser tan gran que va haver d'ensenyar en una plaça pública, la qual, encara que pocs ho saben, duu el seu nom. Es tracta de la Place Maubert, a París, nom que ve de "Magnus Albert". El 1248, els dominics van determinar obrir un nou Studium Generale a Colònia i van nomenar-ne rector a Albert.
El 5 de gener de 1260 va ser nomenat bisbe de Ratisbona, però tan sols dos anys després va presentar la seva renúncia per a tornar a la vida docent de Colònia.
Els mateixos contemporanis de Sant Albert van ser qui li van donar el títol d'"el Gran". Per l'extraordinària profunditat i amplitud dels seus coneixements, solien anomenar-lo també "el Doctor Universal".
Sant Albert havia dit que, de jove, li costaven els estudis i que per això una nit va intentar fugir del col·legi on estudiava. Sostenia però que, en intentar fugir per una escala penjada d'una paret, quan va arribar-ne al capdamunt es trobà amb la Mare de Déu que li digué: "Albert, per què en comptes de fugir del col·legi, no em reses a mi que sóc "Causa de la Saviesa"? Si em tens fe i confiança, jo et donaré una memòria prodigiosa. I perquè sàpigues que vaig ser jo qui te la vaig concedir, quan estiguis a prop de la mort oblidaràs tot el que sabies". I així va ser: el 1278, quan dictava una classe, li va fallar sobtadament la memòria i va perdre l'agudesa d'enteniment. Va morir poc després el 15 de novembre de 1280 mentre conversava amb uns germans, i fou enterrat en una tomba que s'havia manat construir, davant la qual havia anat a resar cada dia l'Ofici de Difunts.

## Obra
En aquella època, la filosofia comprenia les principals branques del saber humà accessibles a la raó natural: la lògica, la metafísica, les matemàtiques, l'ètica i les ciències naturals.
La figura de Sant Albert destaca en el camp de les ciències naturals, la finalitat de les quals, segons diu el sant, consisteix a «investigar les causes que operen en la naturalesa». Fou una autoritat en física, geografia, astronomia, mineralogia, alquímia (és a dir, química, per la qual cosa gens té de sorprenent que la llegenda li hagi atribuït poders màgics), metafísica, matemàtiques, ètica, medicina, fisiologia animal, biologia, filosofia, teologia i fins i tot va escriure un manual del perfecte jardiner. En els seus tractats de botànica i fisiologia animal, la seva capacitat d'observació li va permetre dissipar llegendes com la de l'àguila, la qual, embolicava els seus ous en una pell de sorra i els posava a incubar al sol. També han estat molt lloades les observacions geogràfiques del sant, ja que va fer mapes de les principals cadenes muntanyenques d'Europa, va explicar la influència de la latitud sobre el clima i, en la seva excel·lent descripció física de la terra va demostrar que aquesta és rodona.
Entre els escrits de Sant Albert, que formen una col·lecció de trenta-vuit volums, hi ha obres sobre totes aquestes matèries. Els investigadors de l'Institut Albertino (Bonn) han calculat que trigaran cent cinquanta anys a acabar l'edició dels seus escrits.
Per altra banda, va aplicar el mètode i els principis aristotèlics a l'estudi de la teologia, pel que fou l'iniciador del sistema escolàstic, que el seu deixeble Tomàs d'Aquino havia de perfeccionar. L'escolàstica és un corrent filosòfic basat en «No vull entendre per a creure, sinó creure per a poder entendre» (entendre a través del coneixement, de l'estudi). És a dir, diferencia entre l'explicació teològica i l'explicació natural. Ja existeix l'empirisme i, per tant, la ciència. La seva meticulositat fou proverbial: «Jo mateix ho he experimentat», escrivia Sant Albert, «car algunes vegades em vaig posar en camí per a visitar mines metal·líferes molt allunyades i experimentar directament les propietats dels metalls».

### Obres
Les seves obres completes van ser editades primer a Lió, en 1651 a cura de Pietro Jammy, dominicà, i a París entre 1890 i 99, sota la direcció d'Auguste Borgnet. El número de la següent llista fa referència al volum on hi ha l'obra a l'edició de Borgnet.
- Lògica:
  - set tractats (I 2).
- Ciències físiques:
  - Physicorum (3);
  - De Coelo et Mundo (El cel i el món);
  - De Generatione et Corruptione (La generació i la corrupció);
  - Meteororum (4);
  - De Mineralibus (Els minerals) (5);
  - De Natura locorum;
  - De passionibus aeris (9).
- Biologia:
  - De vegetabilibus et plantis (Els vegetals i les plantes) (10);
  - De animalibus (Els animals) (11-12);
  - De motibus animalium (El moviment dels animals);
  - De nutrimento et nutribili (De nutrició i dels que es nodreixen);
  - De aetate (L'edat);
  - De morte et vita (La mort i la vida);
  - De spiritu et respiratione (L'esperit i la respiració) (9).
- Psicologia: 
  - De Anima (L'ànima) (5);
  - De sensu et sensato;
  - De Memoria, et reminiscentia;
  - De somno et vigilia;
  - De natura et origine animae;
  - De intellectu et intelligibili;
  - De unitate intellectus contra Averroistas (9).
- Philosophia pauperum (Filosofia dels pobres):
  - Moral i política:
    - Ethicorum (7);
    - Politicorum (8).

  - Metafísica:
    - Metaphysicorum (6);
    - De causis et processu universitatis (10).

  - Teologia:
    - Commentari de Dionís l'Areopagita (14);
    - Commentari a les Sentències de Pere Llombard (25-30);
    - Summa Theologiae (31-33);[4]
    - Summa de creaturis (34-35);
    - De sacramento Eucharistiae (38);
    - Super evangelium missus est (37).

  - Exegesi:
    - Commentari sui Salmi e sui Profeti (15-19);
    - Commentari sui Vangeli (20-24);
    - De l'Apocalipsi (38).

  - Sermons: 
    - De quindecim problematibus.

L'autenticitat de les obres següents no ha estat acordada:
- De apprehensione (5);
- Speculum astronomiae (5);
- De alchimia (38);
- Scriptum super arborem Aristotelis (38);
- Paradisus animae (37);
- Liber de Adhaerendo Deo (37);
- De Laudibus Beatae Virginis[5] (36);
- Biblia Mariana (37);
- Compendium theologicae veritatis;
- De causis et proprietatibus elementorum);
- De erroribus philosophorum;
- De fato (Il fato);
- De lapidibus (Le pietre);
- De praedicabilibus;
- De praedicamentis;
- In categorias Aristotelis;
- Super geometriam Euclidis.
- De secretis mulierum.[6]

## Veneració
No va ser beatificat fins al 1622, i encara que ja se'l venerava molt, especialment a Alemanya, la canonització encara es va fer esperar. El 1872 i el 1927, els bisbes alemanys van demanar a la Santa Seu la seva canonització, però pel que sembla, van fracassar. Finalment, el 16 de desembre de 1931, Pius XI el va proclamar Doctor de l'Església, la qual cosa equivalia a la canonització i imposava a tota l'Església d'Occident l'obligació de celebrar-ne la festivitat litúrgica. Sant Albert, segons va dir el Papa, va posseir en el grau més alt del do diví de l'esperit científic.
El 1941, el papa Pius XII el va fer el patró de tots els estudiants de ciències naturals. L'Església celebra la seva festivitat el 15 de novembre.